# Mala gledališka šola Matejke Peterlin
Mala gledališka šola Matejke Peterlin je poletni gledališki tečaj, ki ga v Trstu od leta 2001 prireja Radijski oder v sodelovanju s Slovensko prosveto.
Na Mali gledališki šoli pod vodstvom izobraženih režiserjev in igralcev Radijskega odra otroci v enem samem tednu pripravijo gledališko predstavo v slovenskem jeziku s pevskimi in plesnimi vložki. To je pobuda, ki daje otrokom možnost, da se iz pasivnih gledalcev spremenijo v navdušene in marsikdaj tudi obetavne igralce. Mentorji dajejo velik poudarek pravilni dikciji in sproščenemu nastopanju na odru. Ob koncu tečaja otroci nastopijo pred publiko, večkrat so predstavo ponovili v okviru Gledališkega vrtiljaka, občasno tudi na Zamejskem festivalu amaterskih dramskih skupin.
Praviloma je tečaj potekal v sredini meseca junija, takoj po koncu pouka, po epidemiji Covida pa je bil termin prenesen na mesec september, pred začetkom pouka osnovnih šol. Vsako leto se je doslej vpisalo okoli 50 otrok. Duša te gledališke šole je bila najprej Matejka Peterlin (po kateri so nato pobudo poimenovali), nato mnogo let Lučka Susič, potem Manica Maver. V letih so režijsko vodstvo končne produkcije prevzeli razni režiserji: režiser Emil Aberšek, Janez Starina, gledališka režiserka in ustvarjalka Nataša Konc Lorenzutti, režiser Marjan Bevk, igralka Alida Bevk, igralec Pavle Ravnohrib, režiserka Vesna Tomsič, pisateljica Kim Komljanec, režiserka Manica Maver, igralec Jure Kopušar in številni drugi. Leta 2025 so Malo gledališko šolo spet imeli meseca junija.